# برمبل (ایندیان)
برمبل (به انگلیسی: Bramble) یک منطقهٔ مسکونی در ایالات متحده آمریکا است که در شهرستان مارتین، ایندیانا واقع شده‌است. برمبل ۱۷۸٫۹۲ متر بالاتر از سطح دریا واقع شده‌است.